# Autostrada A61 (Niemcy)
Autostrada A61 (niem. Bundesautobahn 61 (BAB 61) także Autobahn 61 (A61)) – autostrada w Niemczech prowadząca z północnego zachodu na południowy wschód, od granicy z Holandią koło Venlo do skrzyżowania z autostradą A6 na węźle Dreieck Hockenheim w Badenii-Wirtembergii.
Z powodu rozbudowy kopalni węgla brunatnego Garzweiler odcinek między węzłami Mönchengladbach-Wanlo a Jackerath jest nieprzejezdny od września 2018 roku, docelowo zostanie rozebrany. Jego odbudowa ma nastąpić dopiero około 2035 roku.

## Odcinki międzynarodowe
Autostrada pomiędzy skrzyżowaniem z autostradą A1 na węźle Kreuz Bliesheim a skrzyżowaniem z autostradą A6 na węźle Dreieck Hockenheim jest częścią trasy europejskiej E31.

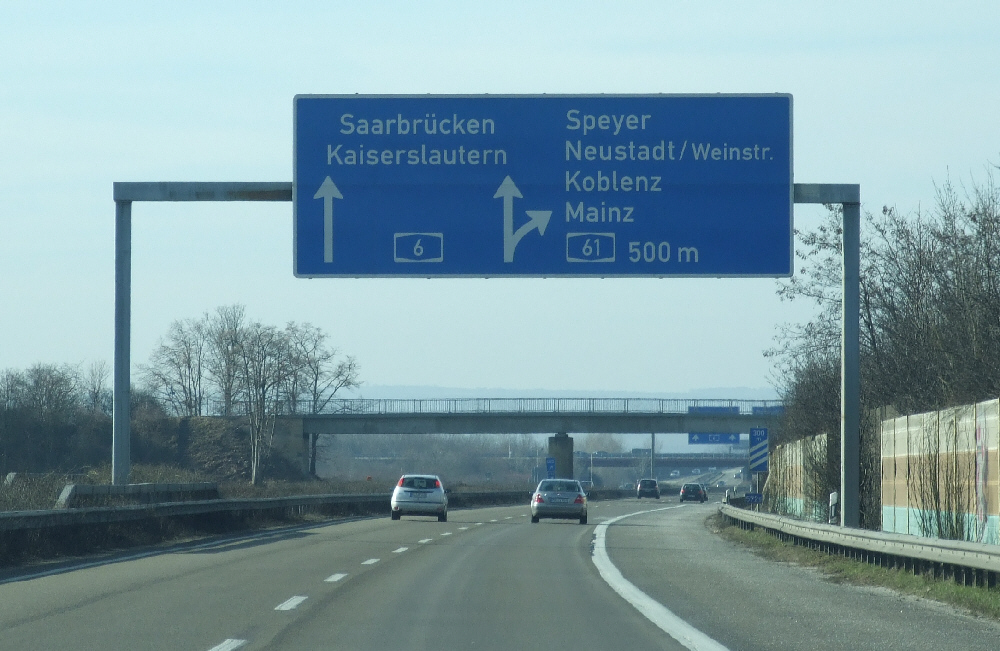
Początek A61 na węźle Dreieck Hockenheim

Autostrada pomiędzy skrzyżowaniem z drogą B50 na węźle Rheinböllen a skrzyżowaniem z autostradą A60 na węźle Dreieck Nahetal jest częścią trasy europejskiej E42.